# 1seg
1seg (ワンセグ, wansegu) é um serviço de transmissão terrestre de áudio e vídeo para dispositivos móveis no Japão, Argentina, Brasil, Chile, Uruguai e Peru. O serviço começou a operar experimentalmente em 2005, e depois comercialmente em 1 de abril de 2006. No Brasil, transmissões começaram ao final de 2007 em algumas cidades, com uma pequena diferença do 1seg japonês: com transmissões a 30 quadros por segundo, ao contrário dos 15 por segundo no Japão. Os primeiros celulares com suporte a 1seg foram vendidos pela KDDI em 2005.

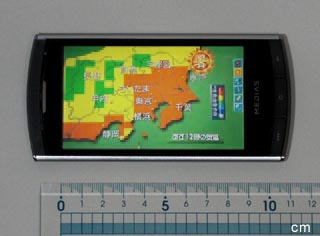
Transmissão de TV 1seg em um telefone celular.

O ISDB-T, sistema de transmissão terrestre usado no Japão, Argentina, Brasil, Chile, Peru e Uruguai, é projetado para que cada canal seja dividido em 13 segmentos, com o último segmento o separando do próximo canal. Um sinal de transmissão HDTV ocupa doze segmentos, deixando o segmento restante (13º) para receptores móveis. Por isso o nome "1seg" (ou "One Seg"), ou seja, "um segmento".

## Informações técnicas
O sistema ISDB-T usa a banda UHF a frequências entre 470 e 770 MHz (806 MHz no Brasil), dando um total de 300 MHz de largura de banda. A banda é dividida em 50 canais que vão do 13 ao 62. Cada canal tem uma largura de 6 MHz consistindo em uma banda ampla de sinal com 5.57 MHz e uma banda de proteção de 430 kHz para impedir interferência cruzada entre canais. Cada um desses canais é dividido ainda em 13 segmentos com banda de 428 kHz de largura cada. O sistema 1seg utiliza apenas um desses segmentos para transmitir sinal.
Assim como o ISDB-T, 1seg utiliza QPSK para modulação, com 2/3 de correção de erros à frente e 1/4 de razão de proteção. A taxa de dados total é de 416 kbit por segundo.
O sistema de uma televisão usa uma faixa de vídeo H.264/MPEG-4 AVC e uma faixa de áudio HE-AAC multiplexados em uma faixa de transmissão MPEG. A resolução máxima de vídeo é de 320 × 240 pixels, com uma taxa de bits de vídeo variando entre 220 e 320 kbit por segundo. O áudio conforma o perfil HE-AAC, com uma taxa de bits entre 48 e 64 kbit por segundo. Dados adicionais (tais como guia de programação, sistemas interativos, etc.) são transmitidos utilizando BML e ocupam os restantes 10 a 100 kbit por segundo de banda.
Acesso condicional e controle contra cópia são implementados no sistema de transmissão 1seg com o uso de uma estrutura similar ao broadcast flag contido no "descritor de controle contra cópia" dentro da transmissão. O conteúdo da transmissão não é criptografado, mas a informação no controle contra cópia força o dispositivo a criptografar gravações armazenadas e revoga o direito de copiar essas gravações.

## Broadcast Markup Language
Broadcast Markup Language (Linguagem de Marcação para Transmissões, ou BML) é um serviço de transmissão de dados que permite que texto seja exibido em uma tela de televisão que utiliza o sistema 1seg.
O texto contém notícias gerais sobre esportes, previsões do tempo, alertas para terremotos, etc., sem cobrança. Mais informações podem ser encontradas através de links para conteúdos em sites na Internet, em geral pertencendo às próprias estações de televisão.
EPGs (guias de programação) não são inclusos, mas sim transmitidos em uma faixa separada (EIT).

## Organização de programas múltiplos
Em 23 de junho de 2008, a transmissora Tokyo MX começou oficialmente a usar tecnologias para organização de programas múltiplos (マルチ編成, maruchi hensei), permitindo a transmissão simultânea de dois programas em um único segmento dividido. A maioria dos receptores que aceitam 1seg fabricados após setembro de 2008 são compatíveis com essa tecnologia. A organização de programas múltiplos é chamado 1seg2 ou Oneseg2 (ワンセグ2, wansegu tsū).
Os canais NHK Educational TV (começando em 1 de abril de 2009) e Nara Television (奈良テレビ放送, Nara Terebi Hōsō) (1 de dezembro de 2009) também iniciaram a transmissão de vários programas simultâneos.

## Popularidade

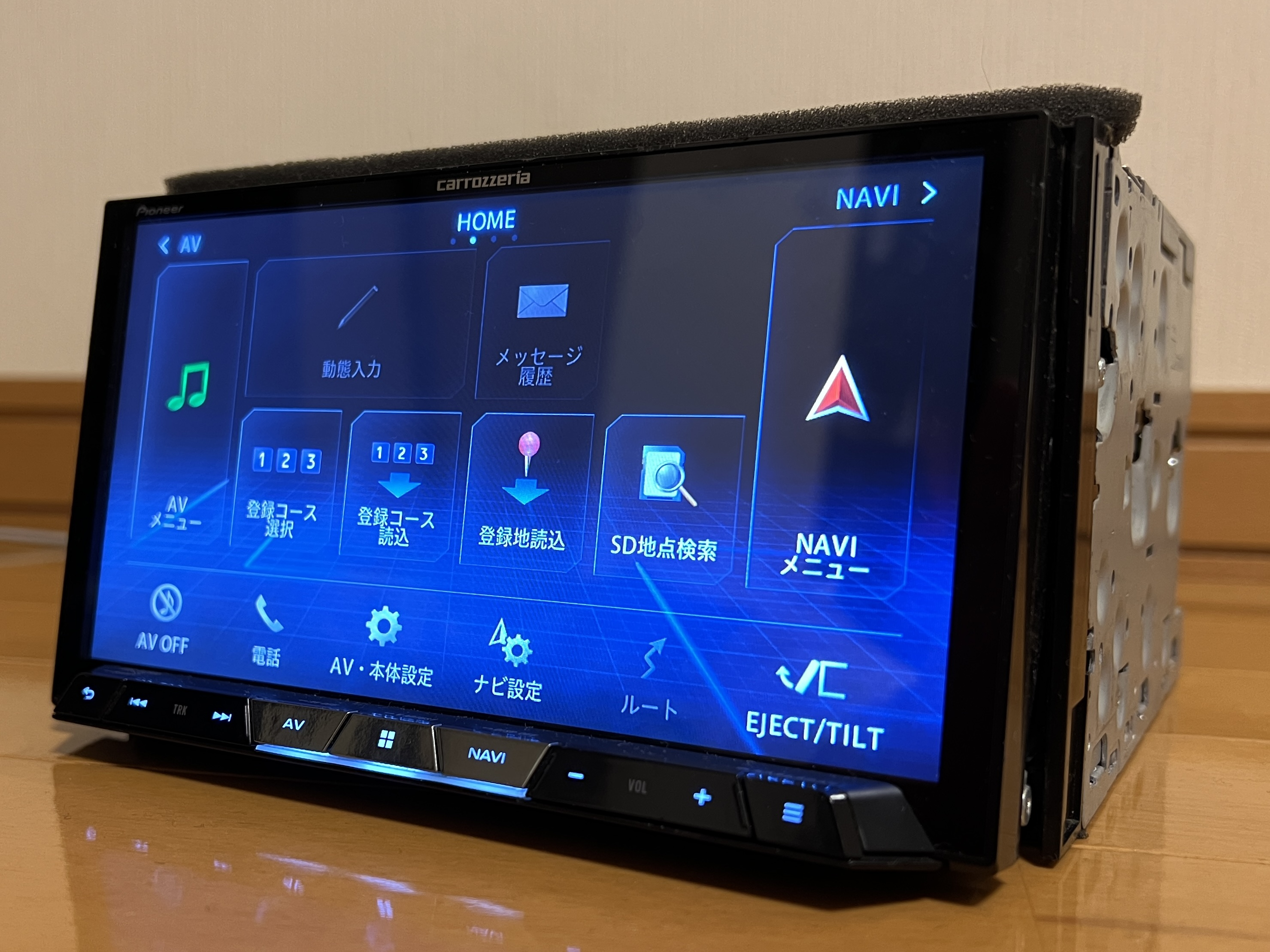
Receptor veicular Pioneer AVIC BZ500 com tela sensível ao toque, CD/DVD, 1seg, GPS, SDXC e USB

Até o final de março de 2008, regulamentação japonesa exigia que programas transmitidos pelo 1seg fossem fundamentalmente os mesmos transmitidos nos equivalentes HDTV. Em 1 de abril, essa regulamentação foi revisada, e programas experimentais passaram a ser transmitidos através do 1seg em várias estações de televisão.
Em 16 de janeiro de 2008, a Associação de Indústrias de Eletrônicos e Tecnologia da Informação do Japão lançou relatório que mostra que aproximadamente 4.806 milhões de celulares foram vendidos no Japão em novembro de 2007. Destes, cerca de 3.054 milhões de celulares, ou 63.5% do total, aceitam transmissões em 1seg.
No ano fiscal de 2007, em média 45% dos celulares eram compatíveis com transmissões 1seg dos 22.284 milhões de unidades vendidas. O percentual aumentou de 26.8% em abril de 2007 para 64.2% ao fim do ano fiscal em março de 2008.